# Zambia op de Olympische Zomerspelen 2020
Zambia nam deel aan de Olympische Zomerspelen 2020 in Tokio, Japan.

## Atleten
| sport    | mannen | vrouwen | totaal |
| -------- | ------ | ------- | ------ |
| Atletiek | 1      | 1       | 2      |
| Boksen   | 3      | 0       | 3      |
| Judo     | 1      | 0       | 1      |
| Voetbal  | 0      | 22      | 22     |
| Zwemmen  | 1      | 1       | 2      |
| totaal   | 6      | 24      | 30     |

## Sporten

### Atletiek
Mannen
Loopnummers
| atleet       | onderdeel | series | series | kwartfinale | kwartfinale | halve finale   | halve finale   | finale         | finale         |
| atleet       | onderdeel | tijd   | rang   | tijd        | rang        | tijd           | rang           | tijd           | rang           |
| ------------ | --------- | ------ | ------ | ----------- | ----------- | -------------- | -------------- | -------------- | -------------- |
| Sydney Siame | 200 m     | 21,01  | 4      | n.v.t.      | n.v.t.      | niet geplaatst | niet geplaatst | niet geplaatst | niet geplaatst |

Vrouwen
Loopnummers
| atleet      | onderdeel | series | series | kwartfinale | kwartfinale | halve finale   | halve finale   | finale         | finale         |
| atleet      | onderdeel | tijd   | rang   | tijd        | rang        | tijd           | rang           | tijd           | rang           |
| ----------- | --------- | ------ | ------ | ----------- | ----------- | -------------- | -------------- | -------------- | -------------- |
| Roda Njobvu | 100 m     | bye    | bye    | 11,40       | 4           | niet geplaatst | niet geplaatst | niet geplaatst | niet geplaatst |
| Roda Njobvu | 200 m     | 23,33  | 4      | n.v.t.      | n.v.t.      | niet geplaatst | niet geplaatst | niet geplaatst | niet geplaatst |

### Boksen
Mannen
| atleet            | onderdeel     | eerste ronde           | tweede ronde           | kwartfinale            | halve finale           | finale                 | finale         |
| atleet            | onderdeel     | tegenstander resultaat | tegenstander resultaat | tegenstander resultaat | tegenstander resultaat | tegenstander resultaat | rang           |
| ----------------- | ------------- | ---------------------- | ---------------------- | ---------------------- | ---------------------- | ---------------------- | -------------- |
| Patrick Chinyemba | vlieggewicht  | Winwood W 4 - 1        | Yafai V 2 - 3          | niet geplaatst         | niet geplaatst         | niet geplaatst         | niet geplaatst |
| Everisto Mulenga  | vedergewicht  | bye                    | Ávila V 2 - 3          | niet geplaatst         | niet geplaatst         | niet geplaatst         | niet geplaatst |
| Stephen Zimba     | weltergewicht | Ah Tong W 5 - 0        | Zamkovoy V 1- 4        | niet geplaatst         | niet geplaatst         | niet geplaatst         | niet geplaatst |

### Judo
Mannen
| atleet          | onderdeel | eerste ronde         | tweede ronde         | derde ronde          | kwartfinale          | halve finale         | herkansing           | finale / BM          | finale / BM    |
| atleet          | onderdeel | tegenstander uitslag | tegenstander uitslag | tegenstander uitslag | tegenstander uitslag | tegenstander uitslag | tegenstander uitslag | tegenstander uitslag | rang           |
| --------------- | --------- | -------------------- | -------------------- | -------------------- | -------------------- | -------------------- | -------------------- | -------------------- | -------------- |
| Steven Mungandu | −66 kg    | n.v.t.               | Gomboc V 00–10       | niet geplaatst       | niet geplaatst       | niet geplaatst       | niet geplaatst       | niet geplaatst       | niet geplaatst |

### Voetbal
Vrouwen
Het Zambiaans voetbalelftal plaatste zich voor de spelen door in 2020 het Afrikaans Olympisch kwalificatietoernooi te winnen. In de finale versloegen ze op uitdoelpunten Kameroen. Het is de eerste keer dat de Zambiaanse voetbalvrouwen zich voor de Olympische Spelen hebben geplaatst. Op 2 juli werd de definitieve selectie van 22 spelers bekendgemaakt.
| Olympiër | Onderdeel | Resultaat  | Prestatie |
| --- | --------- | ---------- | --------- |
| Barbra Banda Margaret Belemu Grace Chanda Hellen Chanda Avell Chitundu Susan Katongo Fikile Khosa Rachael Kundananji Ireen Lungu Hellen Mubanga Anita Mulenga Agness Musase N'gambo Musole Catherine Musonda Lushomo Mweemba Hazel Nali Esther Namukwasa Ochumba Oseke Vast Phiri Esther Siamfoku Martha Tembo Mary Wilombe | vrouwen   | groepsfase | zie onder |

| Groep |           |             |             |             |             |            |            |            |        |
| #     | Land      | Wedstrijden | Wedstrijden | Wedstrijden | Wedstrijden | Doelpunten | Doelpunten | Doelpunten | Punten |
| #     | Land      | GW          | W           | G           | V           | V          | T          | Saldo      | Punten |
| 1     | Nederland | 1           | 1           | 0           | 0           | 10         | 3          | +7         | 3      |
| 2     | Brazilië  | 1           | 1           | 0           | 0           | 5          | 0          | +5         | 3      |
| 3     | China     | 1           | 0           | 0           | 1           | 0          | 5          | -5         | 0      |
| 4     | Zambia    | 1           | 0           | 0           | 1           | 3          | 10         | -7         | 0      |

| Ronde        | Datum          | Lokale tijd    | MEZT           | Plaats         | Land           | Uitslag        | Land           |  |
| ------------ | -------------- | -------------- | -------------- | -------------- | -------------- | -------------- | -------------- |  |
| groepsfase   | 21 juli 2021   | 20:00          | 13:00          | Sendai         | Zambia         | 3 – 10         | Nederland      |  |
| groepsfase   | 24 juli 2021   | 17:00          | 10:00          | Sendai         | China          | 4 - 4          | Zambia         |  |
| groepsfase   | 27 juli 2021   | 20:30          | 13:30          | Saitama        | Brazilië       | 1 - 0          | Zambia         |  |
|              |                |                |                |                |                |                |                |  |
| kwartfinale  | niet geplaatst | niet geplaatst | niet geplaatst | niet geplaatst | niet geplaatst | niet geplaatst | niet geplaatst |  |
|              |                |                |                |                |                |                |                |  |
| halve finale | niet geplaatst | niet geplaatst | niet geplaatst | niet geplaatst | niet geplaatst | niet geplaatst | niet geplaatst |  |
|              |                |                |                |                |                |                |                |  |
| finale       | niet geplaatst | niet geplaatst | niet geplaatst | niet geplaatst | niet geplaatst | niet geplaatst | niet geplaatst |  |

### Zwemmen
Mannen
| atleet          | onderdeel       | series | series | halve finale   | halve finale   | finale         | finale         |
| atleet          | onderdeel       | tijd   | rang   | tijd           | rang           | tijd           | rang           |
| --------------- | --------------- | ------ | ------ | -------------- | -------------- | -------------- | -------------- |
| Shaquille Moosa | 50 m vrije slag | 25,54  | 56     | niet geplaatst | niet geplaatst | niet geplaatst | niet geplaatst |

Vrouwen
| atlete      | onderdeel       | series | series | halve finale   | halve finale   | finale         | finale         |
| atlete      | onderdeel       | tijd   | rang   | tijd           | rang           | tijd           | rang           |
| ----------- | --------------- | ------ | ------ | -------------- | -------------- | -------------- | -------------- |
| Tilka Paljk | 50 m vrije slag | 27,34  | 52     | niet geplaatst | niet geplaatst | niet geplaatst | niet geplaatst |